# Учини то својски
„Учини то својски” је југословенски ТВ филм из 1985. године. Режирао га је Мирослав Лекић а сценарио је написала Јелица Зупанц.

## Улоге
| Глумац           | Улога        |
| ---------------- | ------------ |
| Оливера Марковић | Олгина мајка |
| Цвијета Месић    | Олга         |
| Јосиф Татић      | Сима         |
| Злата Нуманагић  | Мила         |
| Предраг Ејдус    | Зоран        |
| Фарук Беголи     | Жика         |